# Saint Lucia ved sommer-OL 2024
Saint Lucia deltager i sommer-OL 2024 i Paris i Frankrig i perioden 26. juli til 11. august 2024.
Atleten Julien Alfred blev den første atlet fra Saint Lucia til at vinde en olympisk medalje, da hun vandt kvindernes 100 meter finale den 3. august 2024.

## Medaljer
| 2024 Paris  | Guld | Sølv | Bronze | Total |
| Saint Lucia | 1    | 1    | 0      | 2     |

### Medaljevinderne
| Saint Lucia under sommer-OL 2024 i Paris | Saint Lucia under sommer-OL 2024 i Paris | Saint Lucia under sommer-OL 2024 i Paris | Saint Lucia under sommer-OL 2024 i Paris | Saint Lucia under sommer-OL 2024 i Paris |
| Medalje                                  | Navn                                     | Sport                                    | Event                                    | Dato                                     |
| ---------------------------------------- | ---------------------------------------- | ---------------------------------------- | ---------------------------------------- | ---------------------------------------- |
| Guld                                     | Julien Alfred                            | Atletik                                  | Damernes 100 m løb                       | 3. august                                |
| Sølv                                     | Julien Alfred                            | Atletik                                  | Damernes 200 m løb                       | 6. august                                |